# Радски, Наташа
Наташа Радски — британская актриса. Училась в Париже у актёрского тренера Джека Уолцера из Нью-Йоркской актёрской студии и окончила театральную школу Драма Студио Лондон в Великобритании. Также училась на курсах повышения квалификации в Российском государственном институте сценических искусств в Санкт-Петербурге на отделении сценической речи.

## Карьера
Свою первую телевизионную роль актриса получила в комедии Дэвида Крофта «Идёт королева» (2008). Работала в главной гостевой роли в комедии «Номер один господин Кхан» (2016). Также Радски сыграла приглашённую роль в сериале «Проклятые» (2018) производства Lionsgate и What Larks! Productions.
В 2019 году Радски сыграла ведущую советской телепрограммы «Новости» (копия программы «Время»), которая объявила об аварии на Чернобыльской электростанции, в мини-сериале HBO «Чернобыль», получившем 19 Эмми номинаций.
В театре Наташа Радски играла главные роли: Антигону в одноимённой трагедии Жана Ануйа, Лидию Астафьеву в «Доме окнами в поле» Александра Вампилова. Она получила положительные рецензии в прессе за главные роли в фарсах Жоржа Фейдо «Покойная матушка моей жены» и «Любовь и пианино».
В русской версии игры Half-Life 2, удостоенной премии BAFTA, Наташа Радски озвучила голос Патруля Альянса. Она озвучила Монику в игре "Sniper Elite 5 2022. Она также озвучивала главные роли в радиопостановках на BBC Radio 4.

## Фильмография
| Русское название           | Год  | Роль           | Примечания                   |
| -------------------------- | ---- | -------------- | ---------------------------- |
| Дракула (телесериал, 2020) | 2020 |                |                              |
| Чернобыль                  | 2019 | русский диктор | Эпизод: «Please Remain Calm» |
| Отпетые мошенницы          | 2019 |                |                              |
| Проклятые                  | 2018 |                |                              |
| Номер один господин Кхан   | 2016 |                |                              |
| Члены королевской семьи    | 2015 |                |                              |
| Преподобный                | 2011 |                |                              |
| Шанхай                     | 2010 |                |                              |
| Призраки                   | 2008 |                |                              |
| Идёт королева              | 2008 |                |                              |